# Porto di Manaus
Il Porto di Manaus (in portoghese: Porto de Manaus) è uno dei principali porti del Brasile. È un porto fluviale situato nella città di Manaus, Amazonas. Considerato il più grande porto galleggiante del mondo, serve gli stati di Amazonas, Roraima, Rondônia, Acre e le aree del Mato Grosso settentrionale. Fu progettato dagli inglesi e inaugurato nel 1907, quando la città era all'apice del ciclo della gomma. Attualmente è amministrato dal governo dello Stato di Amazonas.
Situato sulla riva sinistra del lontano fiume Negro, a 13 km dalla confluenza con il fiume Solimões, il porto di Manaus costituisce l'ingresso principale dello stato di Amazonas. La sua struttura permette di ricevere diverse navi di qualsiasi dimensione, anche durante il grande riflusso. Il molo galleggiante è composto da due parti distinte: la prima a forma di T, serve per l'ormeggio delle navi costiere. La seconda parte è il molo che collega i traghetti galleggianti al ponte mobile.
Oltre a servire per l'imbarco e lo sbarco di passeggeri e merci che vanno e vengono dalle città dell'interno dello stato, accoglie grandi transatlantici con turisti provenienti da varie parti del mondo. Sbarca anche prodotti destinati alla Zona di Libero Scambio di Manaus, oltre a fungere da spedizione per i prodotti fabbricati in città e destinati a varie parti del Brasile e del mondo.

## Storia

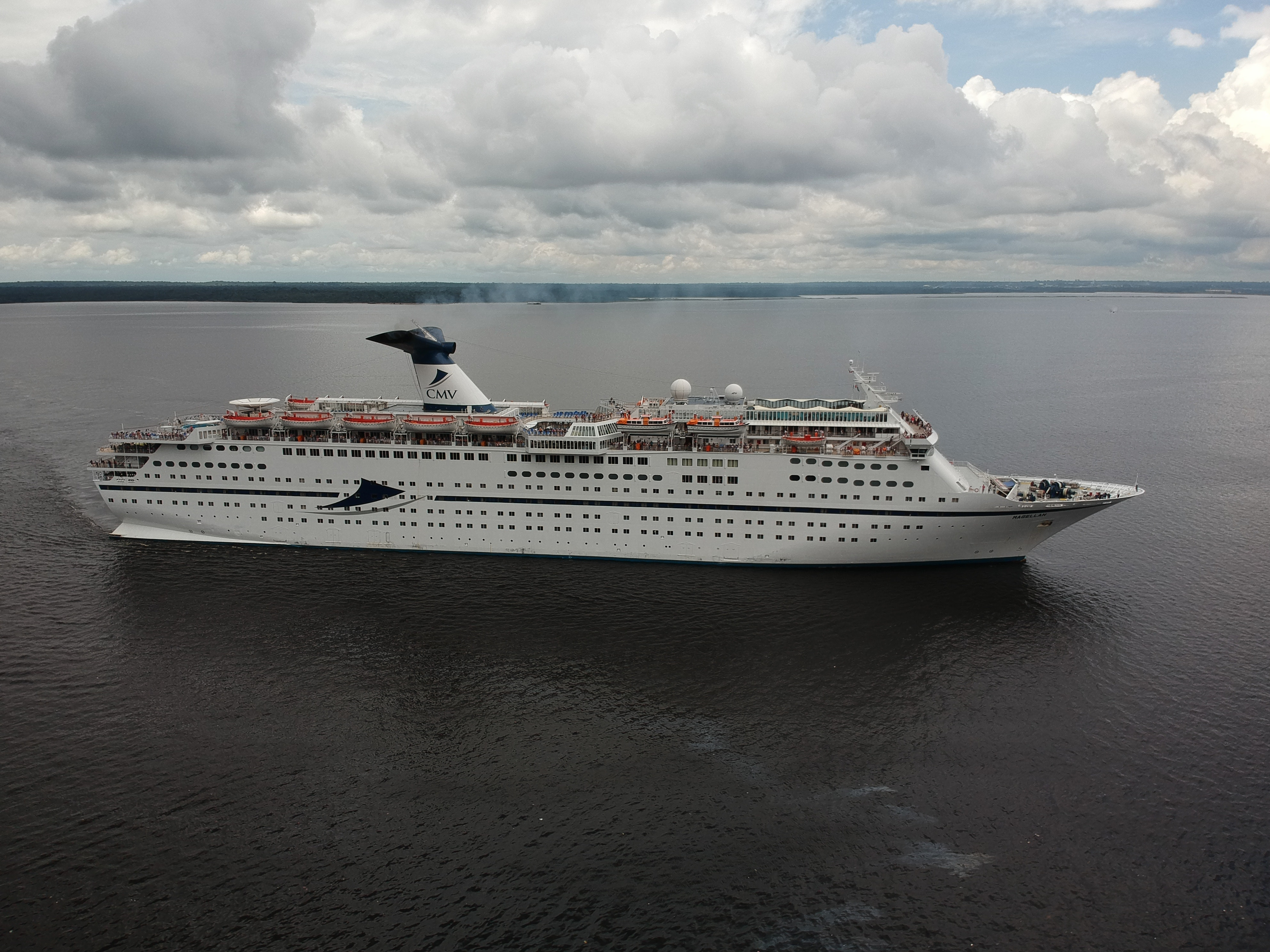
Nave da crociera vicino al porto di Manaus. Ogni anno la città riceve un gran numero di turisti internazionali

Alla fine del XIX secolo, il boom della gomma guidava sempre più il flusso commerciale e portava grandi profitti in Amazzonia. Tutta questa intensa attività richiedeva un punto dotato delle migliori infrastrutture e tecnologie disponibili al momento per supportare il flusso del lattice, estratto nella regione che era destinato ai maggiori centri commerciali del mondo. La struttura esistente nel sito necessitava di un ampliamento che potesse supportare l'ormeggio di navi di grandi dimensioni. Ufficialmente, i lavori per migliorare il porto di Manaus iniziarono il 7 ottobre 1902, in una cerimonia alla quale partecipò il governatore dello stato Dr. Silvério Nery.
I lavori sono stati eseguiti in più fasi:
- Nel 1903 fu costruita la Casa de Máquinas (ora sede del Museo di Porto), il magazzino numero 7 e una banchina temporanea.
- Nel 1904 furono costruiti i magazzini n.9 e 10, la torre metallica per il serbatoio dell'acqua, le linee ferroviarie destinate ai servizi dei magazzini del Porto, la banchina della Carreggiata e gli impianti dei primi gruppi elettrogeni.
- Nel 1905, le aree intorno ai magazzini n.9 e 10 furono pavimentate.
Alla base degli stessi magazzini è stato realizzato un piccolo muro di contenimento e un piano inclinato antistante il magazzino n.7.
- Nel 1906 fu eretto l'edificio Alfândega e Guardamoria, il secondo tratto del molo in muratura, il prolungamento della piattaforma in legno, il magazzino n.0 e il ponte galleggiante della Carreggiata.
Ufficio di Manaos Harbour Limited
Edificio progettato per fungere da ufficio generale dell'azienda al piano inferiore e casa degli amministratori al piano superiore.
Il progetto dell'edificio è stato progettato dagli architetti H.M. Fletcher e G. Pinkerton. La costruzione fu completata nel 1907.

## Attualità
Il complesso portuale di Manaus è composto da un porto pubblico e dieci terminali di uso privato (TUP), che hanno gestito un volume di 20,30 milioni di tonnellate di merci nel 2015. Nel 2018, nel solo porto di Manaus, il carico totale movimentato è stato di 10,6 milioni di tonnellate, di cui 7,6 milioni sbarcate in città e 3 milioni di tonnellate caricate in città.